# Pecka
Pecka (deutsch Petzka) ist ein Městys mit 1254 Einwohnern (1. Januar 2004) in Tschechien. Er liegt in 407 m ü. M. in einer Hügellandschaft südlich des Riesengebirges zwischen Nová Paka und Dvůr Králové.

## Geschichte

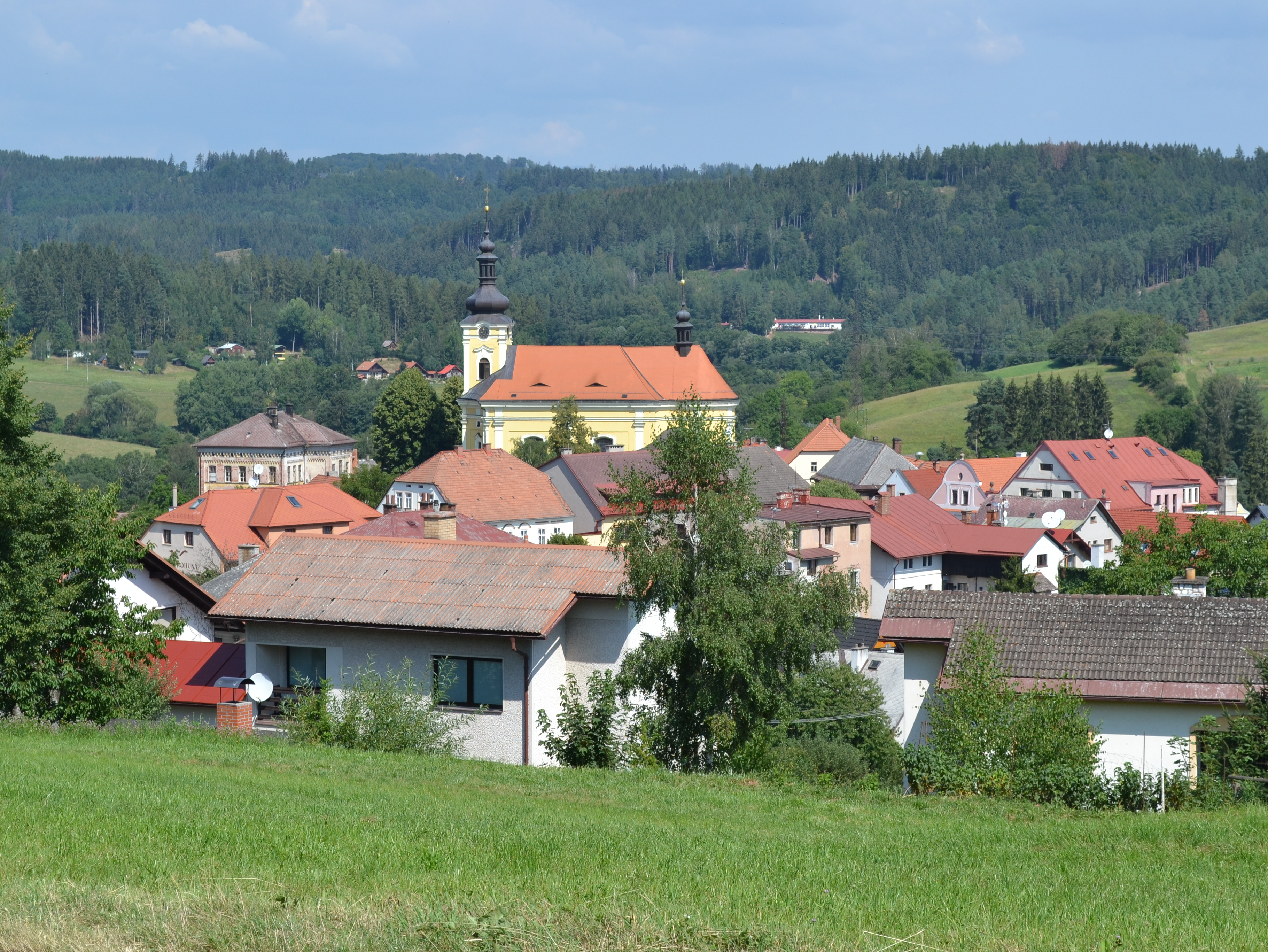
Ortsansicht

Die Geschichte des 1322 erstmals erwähnten Ortes Petzka hängt eng mit der Burg Pecka zusammen. Im Dreißigjährigen Krieg erwarb Albrecht von Waldstein Pecka und schenkte den Ort dem von ihm gegründeten Kartäuserkloster Karthaus. Heute ist Pecka ein Naherholungsort. Im Jahre 2007 wurde der Status als Městys erneuert.

## Sehenswürdigkeiten
- Burg Pecka
- Barocke St. Bartholomäus-Kirche (18. Jahrhundert)
- Pestsäule (1720)
- Frühbarocker Brunnen

## Gemeindegliederung
Zur Gemeinde Pecka gehören die Ortsteile Arnoštov (Ernstdörfel), Bělá u Pecky (Bilaj), Bukovina u Pecky (Bukowina), Horní Javoří (Oberjaworsch), Kal (Kall), Lhota u Pecky (Welhott), Staňkov (Stenk) und Vidonice (Widentsch).

## Persönlichkeiten
- Jaroslav Koch (1910–1979), in Pecka geborener Psychologe, Wegbereiter und Begründer des Prager Eltern-Kind-Programms PEKiP